# ثمرة مركبة

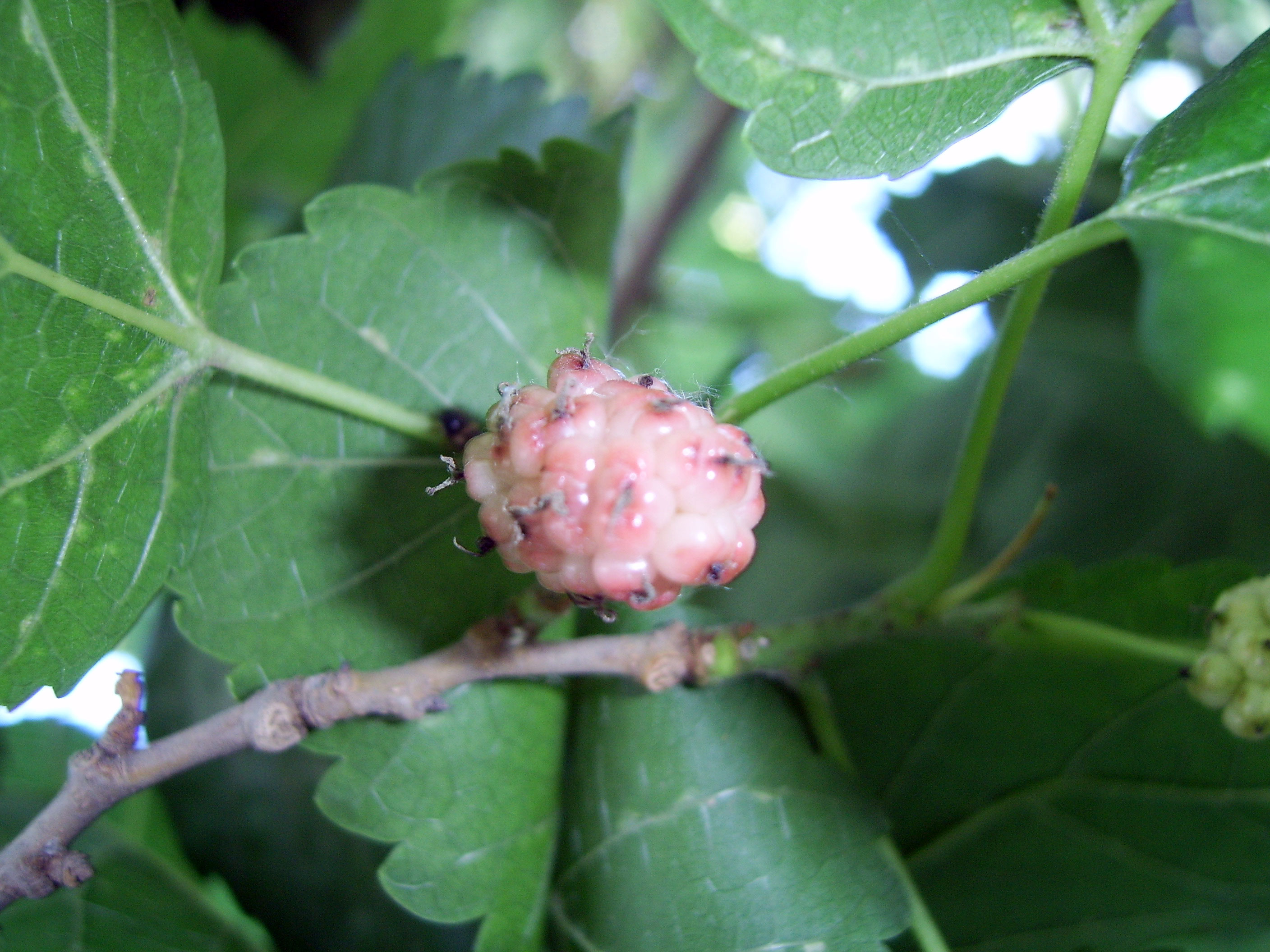

الثمرة المركبة (بالإنجليزية: Multiple fruit)‏ هي ثمرة تنشأ من أزهار متعددة تندمج في ثمرة واحدة. تنتج عن كل زهرة ثمرة ولكنها تندمج فيما بعد لتصبح ثمرة واحدة. من أمثلة الثمرة المركبة التين والأناناس والتوت.